# Torneo Nacional de Asociaciones femenino de Rugby
El Torneo Nacional de Asociaciones femenino es una competencia de rugby chilena, creada por la Federación de Rugby de Chile en el año 2016.
Se disputa en formato de 10 jugadoras por equipo desde el año 2024, anteriormente desde la temporada 2016 hasta la 2023 se jugó con 7 jugadoras.

## Historia
Fue creada con la finalidad de apoyar el desarrollo e integración de las asociaciones regionales, generando una instancia anual de competencia. A la vez, serviría para dar visibilidad a deportistas de asociaciones más remotas y apoyar la labor de seleccionar jugadoras para los planteles nacionales.
El primer torneo se disputó en marzo de 2017, en la ciudad de Santiago, consagrándose campeón la selección del Norte, al vencer en la final al seleccionado Costa, por 17 a 12.
La segunda edición se disputó en Santiago, durante el mes de diciembre de 2017, en esta ocasión Antofagasta se corona campeón con un récord de 5 victorias y 1 derrota
En la temporada 2018, se cambió el formato, pasando de un torneo único a un circuito de 3 torneos.
En la primera etapa del circuito de 2018 disputada en la ciudad de Osorno, Valparaíso consiguió el campeonato por primera vez, en la segunda etapa disputada en Arica, Valparaíso repite el campeonato logrado en la etapa anterior, mientras que en la última etapa disputada en Santiago, Valparaíso vuelve a ganar el torneo.
En la temporada 2019, participaron 6 seleccionados, disputándose 3 etapas al igual que en la temporada anterior.
Desde la temporada 2024 se disputa en formato de 10 jugadoras por equipo.

## Competidores
En la edición 2024, participaron 9 selecciones:
- Seleccionado de Antofagasta.
- Seleccionado de Araucania.
- Seleccionado de Arica.
- Seleccionado de Concepción.
- Seleccionado de La Serena
- Seleccionado del Maule.
- Seleccionado de Santiago
- Seleccionado del Sur
- Seleccionado de Valparaíso

## Campeonatos

### Categoría adulta

#### Formato Seven a side
| Edición | Año  | Sede          | Campeón     | 2º puesto  | 3º puesto   | 4º puesto   | 5º puesto | 6º puesto  | 7º puesto   | 8º puesto  |
| ------- | ---- | ------------- | ----------- | ---------- | ----------- | ----------- | --------- | ---------- | ----------- | ---------- |
| I       | 2016 | Santiago      | Norte       | Costa      | Santiago    | Sur         |           |            |             |            |
| II      | 2017 | Santiago      | Antofagasta | La Serena  | Arica       | Valparaíso  | Santiago  | Sur        | Concepción  |            |
| III     | 2018 | Sin sede fija | Valparaíso  | Arica      | Antofagasta | Santiago    | Sur       | Concepción | La Serena   |            |
| IV      | 2019 | Sin sede fija | Valparaíso  | Arica      | Santiago    | Antofagasta | Sur       | La Serena  |             |            |
| V       | 2020 | Valparaíso    | Valparaíso  | Arica      | Antofagasta | Santiago    |           |            |             |            |
| VI      | 2021 | Santiago      | Arica       | Valparaíso | La Serena   | Araucanía   | Santiago  | Sur        | Antofagasta | Concepción |
| VII     | 2021 | Sin sede fija | Valparaíso  | Arica      | La Serena   | Antofagasta | Sur       | Araucanía  | Santiago    | Concepción |
| VIII    | 2022 | Santiago      | Valparaíso  | Arica      | Santiago    | Antofagasta |           |            |             |            |
| IX      | 2023 | Sin sede fija | Santiago    | Valparaíso | La Serena   | Sur         |           |            |             |            |

#### Formato Ten a side
| Edición | Año  | Sede          | Campeón    | 2º puesto | 3º puesto | 4º puesto | 5º puesto | 6º puesto   | 7º puesto | 8º puesto  | 9º puesto |
| ------- | ---- | ------------- | ---------- | --------- | --------- | --------- | --------- | ----------- | --------- | ---------- | --------- |
| X       | 2024 | Sin sede fija | Valparaíso | Arica     | Santiago  | La Serena | Sur       | Antofagasta | Araucanía | Concepción | Maule     |

### Categoría juvenil
| Edición | Año  | Sede      | Campeón    | 2º puesto | 3º puesto |
| ------- | ---- | --------- | ---------- | --------- | --------- |
| I       | 2022 | Santiago  | Valparaíso | Santiago  | Maule     |
| II      | 2023 | La Serena | Santiago   |           |           |

## Posiciones
- Número de veces que los equipos ocuparon las primeras dos posiciones en todas las ediciones.

| Equipo                   | Campeón | 2º puesto | Años campeonatos                     |
| ------------------------ | ------- | --------- | ------------------------------------ |
| Selección de Valparaíso  | 6       | 2         | 2018, 2019, 2020, 2021-I, 2022. 2024 |
| Selección de Arica       | 1       | 6         | 2021-II                              |
| Selección Norte          | 1       |           | 2016                                 |
| Selección de Antofagasta | 1       |           | 2017                                 |
| Santiago                 | 1       |           | 2023                                 |
| Selección de La Serena   |         | 1         |                                      |
| Selección Costa          |         | 1         |                                      |